# Laxenecera macquarti
Laxenecera macquarti är en tvåvingeart som beskrevs av H. Oldroyd 1980. Laxenecera macquarti ingår i släktet Laxenecera och familjen rovflugor.
Artens utbredningsområde är Senegal. Inga underarter finns listade i Catalogue of Life.